# Microregione di São Mateus do Sul
São Mateus do Sul è una microregione del Paraná in Brasile, appartenente alla mesoregione di Sudeste Paranaense.

## Comuni
È suddivisa in 3 comuni:
- Antônio Olinto
- São João do Triunfo
- São Mateus do Sul